# Vladiča
Vladiča es un municipio del distrito de Stropkov en la región de Prešov, Eslovaquia, con una población estimada a final del año 2024 de 59 habitantes.
Se encuentra ubicado al noreste de la región, cerca del río Ondava (cuenca hidrográfica del río Tisza) y de la frontera con  Polonia.

## Demografía
| Año        | 1994 | 2004     | 2014     | 2024    |
| ---------- | ---- | -------- | -------- | ------- |
| Población  | 114  | 72       | 57       | 59      |
| Diferencia |      | −36,84 % | −20,83 % | +3,50 % |

| Año        | 2023 | 2024    |
| ---------- | ---- | ------- |
| Población  | 61   | 59      |
| Diferencia |      | −3,27 % |